# Discestra loeffleri
Discestra loeffleri är en fjärilsart som beskrevs av Hans Reisser 1958. Discestra loeffleri ingår i släktet Discestra och familjen nattflyn. Inga underarter finns listade i Catalogue of Life.